# Відносини Франція - М'янма

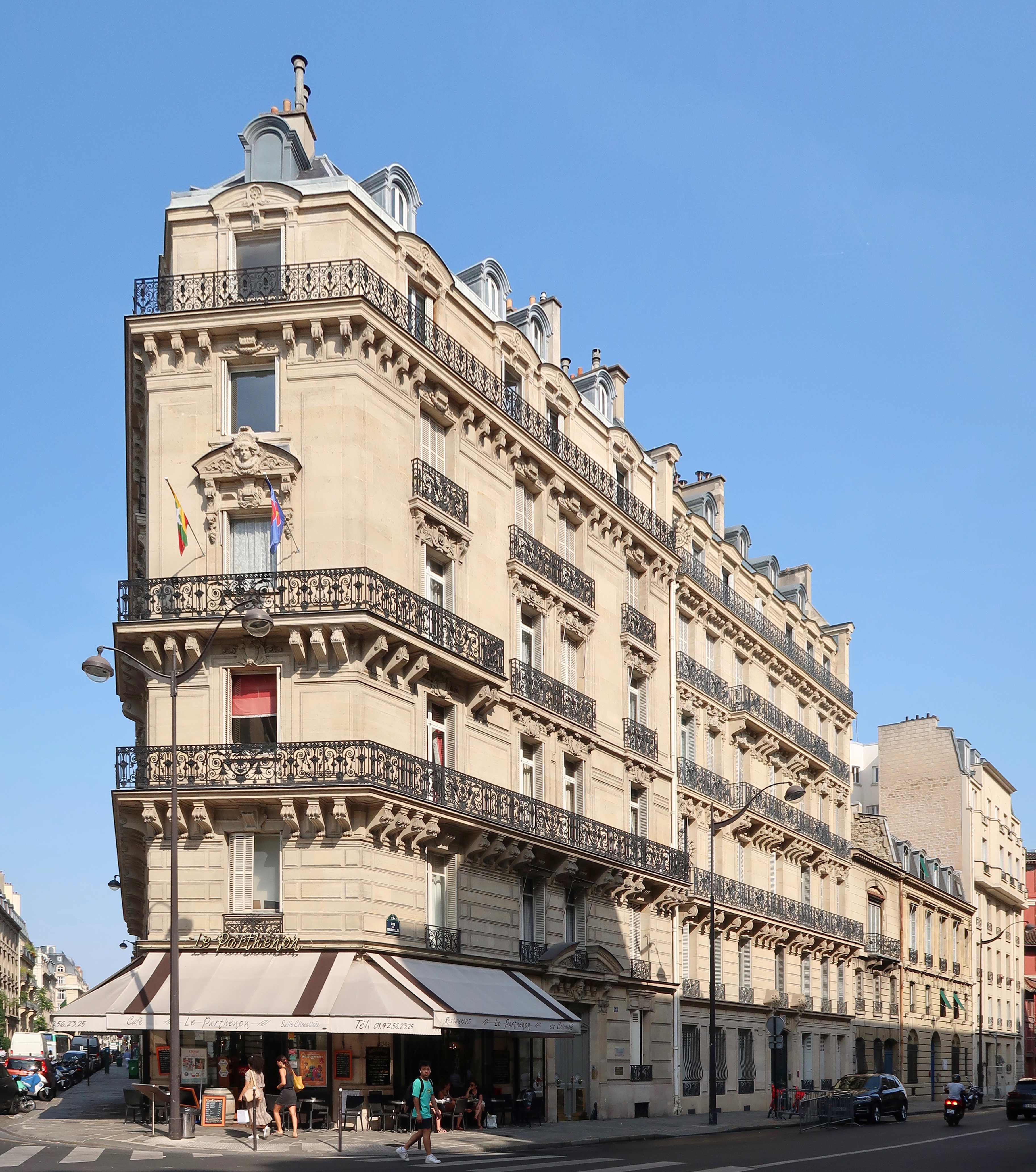
Посольство М'янми в Парижі

Французько-М'янмарські відносини стосуються міждержавних відносин М'янми та Франції. Стосунки почалися на початку 18 століття, коли Французька Східно-Індійська компанія намагалася поширити свій вплив на Південно-Східну Азію. Франція взяла участь у будівництві верфі в 1729 році в місті Сіріям. Повстання 1740 року пн проти бірманського правила, однак змусило французів відійти в 1742 році. Вони змогли повернутися до Сіаму в 1751 році, коли Пн попросив французьку допомогу проти бірманців. Французький посланник Сеур де Бруно був відправлений оцінити ситуацію та допомогти в обороні проти бірманців. Французькі військові кораблі були відправлені на підтримку повстання пн, але марно. У 1756 році бірманці під Алаунпайєю перемогли пн. Багато французів потрапили в полон та включені до складу бірманської армії як елітний корпус навідника під Шевальє Мілард. У 1769 р. Офіційні контакти поновлюються, коли між королем Хсінбюшином та французькою Східно-Індійською компанією був підписаний торговий договір. 
Однак незабаром Франція втягнулася у французьку революцію та наполеонівські війни, поступившись місцем переважного впливу Британії в Бірмі. Французькі контакти з Бірмою, фактично британською колонією, стали б майже неіснуючими, тоді як з другої половини 19 століття Франція зосередилася б на створенні французького Індокитаю та конфліктах з Китаєм, що призвели до китайсько-французької війни. 

## Французька верф у Сіріямі (1729–1742)

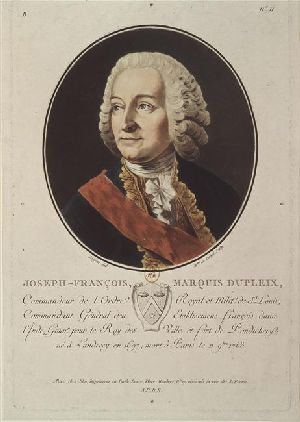
Джозеф Франсуа Дуплекс ініціював французьку інтервенцію в Бірмі.

Генеральний губернатор Французької Індії Джозеф Франсуа Дуплекс почав проявляти інтерес до Бірми з 1727 р. За рахунок великої кількості країни в тику та сирої нафти. Як результат, у 1729 році в місті Сіріям було створено французьку верф, будуючи кораблі для Пондічеррі. Верф був покинутий у 1742 році через повстання пн. 

## Втручання в Бірмі (1751)
Через кілька років в Дуплекс відвідав посланник Пен з проханням французької допомоги в боротьбі з Через кілька років в Дуплекс відвідав посланник Пен з проханням французької допомоги в боротьбі з бірманцями. Dupleix пообіцяв людей та боєприпаси та відправив Сієра де Бруно з метою розвитку французького впливу в країні. Він прибув до Баго, Бірма, в липні 1751 року. З'єр де Бруно повідомив, що кілька сотень французьких військ зможуть взяти під контроль дельту Ірравадді, викликавши офіційний запит Дюплекса до французького суду отримати необхідну військову підтримку. Сєр де Бруно отримав договір і уклав союз між Францією та монсами. 
Губернатор Томас Сондерс з Мадрасу спробував протидіяти французьким рухам у регіоні, направивши військову групу для обстеження острова Неграйс під капітаном Томасом Тейлором. Він також намагався домовитись про відступ Сиріаму з англійцями. Монси твердо виступили проти цих спроб британського посягання під захисником Сієра де Бруно, який мав значний вплив у суді Мону і особливо був у чудових стосунках із спадкоємцем Очевидним. Нарешті Сондер вирішив насильно окупувати Неграйса, окупувавши острів 26 квітня 1753 року. 
Однак пропозиції Дюплекса взяти під контроль дельту Ірравадді було відхилено французьким урядом, сильно обмеживши його можливості втручатися туди. 